# Al-Madschd
al-Madschd (arabisch المجد al-Madschd, DMG al-Maǧd) ist ein syrischer Fußballverein aus der Hauptstadt Damaskus, gegründet 1934. Aktuell spielt der Verein in der höchsten Liga des Landes, der Syrische Profiliga. Seine Heimspiele trägt der Verein im Abbasiden-Stadion aus. Der Verein ist gegenüber dem Stadtrivalen al-Wahda unbedeutend, aber populärer als der andere Rivale al-Dschaisch. Der größte Erfolg des Vereins ist der Pokalsieg aus der Saison 1977/78. Am Ende der Saison 2007/08 wurde der Club Vizemeister und erzielte damit seine bislang höchste Platzierung in der Liga überhaupt. Als Vizemeister der Liga qualifizierte er sich automatisch für den AFC Cup 2009.

## Vereinserfolge

### National
- Syrische Profiliga

Vizemeister 2007/08
- Syrischer Pokalsieger

Gewinner 1977/78
Finalist 2004/05